# Libnotes inusitata
Libnotes inusitata là một loài ruồi trong họ Limoniidae. Chúng phân bố ở miền Australasia.